# Saison 6 de Mon oncle Charlie
Chronologie
Saison 5 Saison 7
Cet article présente la sixième saison de la série télévisée Mon oncle Charlie.

## Distribution

### Acteurs principaux
- Charlie Sheen (VF : Olivier Destrez) : Charlie Harper
- Jon Cryer (VF : Lionel Tua) : Alan Harper
- Angus T. Jones (VF : Alexandre N'Guyen) : Jake Harper
- Marin Hinkle (VF : Elisabeth Fargeot) : Judith Harper
- Conchata Ferrell (VF : Elisabeth Margoni) : Berta
- Holland Taylor (VF : Maaike Jansen) : Evelyn Harper

### Acteurs récurrents
- Jennifer Taylor (VF : Ariane Deviègue) : Chelsea (épisodes 8, 15 à 24)
- Ryan Stiles (VF : Henri Courseaux) :  Dr. Herb Melnick (épisodes 2, 6 et 7, 13, 19 et 24)
- Kelly Stables : Melissa (épisode 4, 10, 12, 14 et 24)

### Invités
- Martin Mull (VF : Michel Prud'homme) : Russell (épisodes 1 et 18)
- Michael Clarke Duncan (VF : Thierry Buisson) : Jerome Burnett (épisodes 9 et 19)
- Melanie Lynskey (VF : Natacha Muller) : Rose (épisodes 11 et 21)
- James Earl Jones (VF : Saïd Amadis) : lui-même (épisode 11)
- Carol Kane : Shelly (épisodes 12 et 14)
- Jane Lynch : Dr. Linda Freeman (épisodes 15 et 17)
- James Edson : Bobby (épisodes 17 et 22)
- J. D. Walsh : Gordon (épisodes 19 et 22)
- Emmanuelle Vaugier : Mia (épisode 24)

## Liste des épisodes

### Episode 1:Gogol est l'enfant de notre amour
- États-Unis : 22 septembre 2008

- États-Unis : 14,88 millions de téléspectateurs

- Martin Mull (Russell)
- Rena Sofer (Chrissy)
- Brendan Patrick Connor (Clive)
- Aaron Refvem (Chuck)
- Meeghan Holaway (Brenda)
- Clint Culp (William)

### Episode 2:Herb, ta bouche
- États-Unis : 29 septembre 2008

- États-Unis : 13,58 millions de téléspectateurs

- Lisa Jay (Ginger)

### Episode 3:Enfoirés d'œufs Benedict
- États-Unis : 6 octobre 2008

- États-Unis : 14,07 millions de téléspectateurs

- Bridget Flanery (Katie)
- Helena Mattsson (Ingrid)
- Nikita Ager (Stéphanie)

### Episode 4:Blablabla et tout le tralala
- États-Unis : 13 octobre 2008

- États-Unis : 14,72 millions de téléspectateurs

- Kelly Stables (Melissa)

### Episode 5:Un suspensoir en enfer
- États-Unis : 20 octobre 2008

- États-Unis : 14,63 millions de téléspectateurs

- Alicia Witt (Dolores Pasternak)
- Brooklynne James (Danseuse)

### Episode 6:C'est toujours la semaine Nazie
- États-Unis : 3 novembre 2008

- États-Unis : 14,63 millions de téléspectateurs

- Sacheen Padila (Mauren)
- Jeen Liu (Gwyneth)
- Shantel Wislawski (Kim)
- Denise Loveday (La mère)
- Austin Kane (Toddler)

### Episode 7:Les grues m'ont coûté un max
- États-Unis : 10 novembre 2008

- États-Unis : 14,50 millions de téléspectateurs

- Brittney Powell (Clair)
- Daya Vaidya (Lucy)

### Episode 8:La bouche de Pinocchio
- États-Unis : 17 novembre 2008

- États-Unis : 15,18 millions de téléspectateurs

### Episode 9:Le parasite de Libu
- États-Unis : 24 novembre 2008

- États-Unis : 14,95 millions de téléspectateurs

- Michael Clarke Duncan (Jerome Burnett)
- Bellamy Young (Diane)
- Tinashe (Celeste Burnett)
- Justin Alston (Employer)

### Episode 10:Le fumet du jambon l'a excité
- États-Unis : 8 décembre 2008

- États-Unis : 15,59 millions de téléspectateurs

- Jon Polito (Mr. Sharipa)
- Bob Levitan (Pompier n°1)
- Jamal Thomas (Pompier n°2)

### Episode 11:Le lubrifiant de Satan
- États-Unis : 15 décembre 2008

- États-Unis : 17,92 millions de téléspectateurs

- Melanie Lynskey (Rose)
- Emilio Estevez (Andy)
- James Earl Jones (lui-même)
- Charlie Dell (Le ministre)

### Episode 12:Que Dieu bénisse la scoliose
- États-Unis : 12 janvier 2009

- États-Unis : 17,10 millions de téléspectateurs

- Carol Kane (Shelly)
- Emily Rose (Janine)
- Lillian Adams (Mrs. Freemantle)

### Episode 13:Je crois que tu as vexé Don
- États-Unis : 19 janvier 2009

- États-Unis : 16,09 millions de téléspectateurs

- Iqbal Theba (Don)

### Episode 14:David Copperfield m'a refilé du GHB
- États-Unis : 2 février 2009

- États-Unis : 16,55 millions de téléspectateurs

- Carol Kane (Shelly)

### Episode 15:J'aimerais commencer par le chat
- États-Unis : 9 février 2009

- États-Unis : 15 millions de téléspectateurs

- Jane Lynch (Dr. Linda Freeman)

### Episode 16:Elle sera toujours morte à la mi-temps
- États-Unis : 2 mars 2009

- États-Unis : 15,47 millions de téléspectateurs

- Diora Baird (Wanda)

### Episode 17:Le "ocu" ou le "pado"?
- États-Unis : 9 mars 2009

- États-Unis : 13,44 millions de téléspectateurs

- Jane Lynch (Dr. Linda Freeman)
- James Edson (Bobby)

### Episode 18:L'énorme tête de mon fils
- États-Unis : 16 mars 2009

- États-Unis : 14,12 millions de téléspectateurs

- Martin Mull (Russell)

### Episode 19:La règle des deux doigts
- États-Unis : 30 mars 2009

- États-Unis : 14,56 millions de téléspectateurs

- Michael Clarke Duncan (Jerome Burnett)
- J.D. Walsh (Gordon)

### Episode 20:Bonjour, je suis Alan Cousteau
- États-Unis : 13 avril 2009

- États-Unis : 15,03 millions de téléspectateurs

- Meagen Fay (Martha)

### Episode 21:Au-dessus de joyeux cyclopes
- États-Unis : 27 avril 2009

- États-Unis : 14,16 millions de téléspectateurs

- Melanie Lynskey (Rose)
- James Edson (Bobby)

### Episode 22:La litière de Sir Lancelot
- États-Unis : 4 mai 2009

- États-Unis : 14,17 millions de téléspectateurs

- J.D. Walsh (Gordon)

### Episode 23:Bonjour madame Doubtfire
- États-Unis : 11 mai 2009

- États-Unis : 13,11 millions de téléspectateurs

### Episode 24:Le baseball, c'était mieux avec des stéroïdes
- États-Unis : 18 mai 2009

- États-Unis : 16,18 millions de téléspectateurs

- Emmanuelle Vaugier (Mia)
- Joel Murray (Petey)
- Ken Lerner (Dr. Levine)
- Howie Day (Benjamin) (VF : Donald Reignoux)